# 大鋒寺
大鋒寺（だいほうじ）は、長野県長野市松代町柴にある曹洞宗の寺院。

## 概要
明暦2年（1656年）この地を治めていた 初代松代藩主真田信之が次男真田信政に家督を譲り、柴村に隠居屋敷を構えた。その2年後の万治元年（1658年）10月17日 真田信之が93歳の天寿を全うし、隠居屋敷にて没した。その後、屋敷は長国寺の観国和尚により大鋒寺として改められ、真田林大鋒寺と号した。松代藩二代藩主真田信政は父より先に没したため、三代目の真田幸道の時に伽藍が建てられた。
隠居屋敷の書院があった場所に屋敷の部材を転用して、信之の霊屋が建てられ、信之が信仰していた阿弥陀三尊が本尊として置かれた。その傍らに信之の死に伴って殉死した家臣の鈴木忠重の墓も建っている。
霊屋は宝形造・茅葺屋根であり、外陣の欄間には三十六歌仙画が飾られているが、現在24枚しか残っていない。また、明治4年（1871年）松代城の花の御殿にあった松代藩第八代藩主真田幸貫の像が霊屋に移され、その際に霊屋が拡張されている。
近世初期の貴重な建築として、長野市指定文化財として登録されている。